# Tervajoki (naturreservat)
Tervajoki är ett naturreservat i Pajala kommun i Norrbottens län.
Området är naturskyddat sedan 1997 och är 0,8 kvadratkilometer stort. Reservatet omfattar våtområden kring vattendraget Tervajoki. Reservatet består av sumpskog och rikkärr. 